# Östergötlands runinskrifter 12
Runinskrift Ög 12 är två fragment av en eskilstunakista som nu förvaras i Vårdsbergs kyrka öster om Linköping i Östergötland.

## Stenen
Stenen har nu endast lite av sin ornamentik i behåll. Carl Fredric Nordenskiöld uppgav emellertid på 1870-talet att man i denna ristning också kunde skönja fyra runor, som tillsammans bildade ordet sual (själ). Dessa har dock i senare forskning ej kunnat framtydas.